# Дорук, Бельгин
Бельгин Дорук (28 июня 1936 — 26 марта 1995) — турецкая киноактриса

.

## Биография
Родилась 28 июня 1936 года в Анкаре в богатой семье.
Победила в конкурсе молодых артистов, после этого бросила школу и начала строить карьеру в киноиндустрии. Впервые сыграла в кино в 1952 году — Дорук исполнила роль второго плана в фильме Фарука Кенча «Сокровища Чакырджалы Мехмеда Эфе» (тур. Çakırcalı Mehmet Efe'nin Definesi). В 1953 году Дорук выиграла конкурс красоты и исполнила главную роль в фильме «Köroğlu». В том же году она исполнила главную роль в фильме Омера Лютфи Акада «Öldüren Şehir», в котором также сыграл Айхан Ышик.
В 1961 году сыграла в фильме «Küçük Hanımefendi», который был настолько популярен, что запустил целую серию фильмов.
Снималась вплоть до 1972 года, всего сыграла в более 80 фильмах.
Умерла 26 марта 1995 года.

### Личная жизнь
В 1954 году вышла замуж за режиссёра и продюсера Фарука Кенча. В 1955 году родила ребёнка, Кенч первоначально хотел, чтобы Дорук сделала аборт, но позже передумал. В 1958 году супруги развелись.
Второй раз вышла замуж в 1961 году. Её супругом стал режиссёр и сценарист Оздемир Бирсель. В 1967 году актриса родила второго ребёнка.
Вынужденная разрываться между работой и личной жизнью, Дорук неоднократно переживала острый личностный кризис.